# Kateřinice (powiat Nowy Jiczyn)
Kateřinice (niem. Kattendorf) – gmina w Czechach, w powiecie Nowy Jiczyn, w kraju morawsko-śląskim. Według danych z dnia 1 stycznia 2012 liczyła 636 mieszkańców.
Według austriackiego spisu ludności z 1900 roku Kateřinice miały 585 mieszkańców, z czego zdecydowana większość była częskojęzycznymi katolikami.
Zobacz też:
- Kateřinice